# NGC 6541
NGC 6541 (również GCL 86 lub ESO 280-SC4) – gromada kulista znajdująca się w gwiazdozbiorze Korony Południowej. Odkrył ją Niccolò Cacciatore 19 marca 1826 roku. Jest położona w odległości ok. 24,5 tys. lat świetlnych od Słońca oraz 6850 lat świetlnych od centrum Galaktyki.